# 28. Golden Globe-gála
A 28. Golden Globe-gálára 1971. február 5-én került sor, az 1970-ben mozikba, vagy képernyőkre került amerikai filmeket, illetve televíziós sorozatokat díjazó rendezvényt a kaliforniai Beverly Hillsben, a Beverly Hilton Hotelben tartották meg.
A 28. Golden Globe-gálán Frank Sinatra vehette át a Cecil B. DeMille-életműdíjat.

## Filmes díjak
A nyertesek félkövérrel jelölve.
| Legjobb filmes díjak | Legjobb filmes díjak |
| Legjobb filmdráma | Legjobb vígjáték vagy zenés film |
| --- | --- |
| - Love Story - Airport - Öt könnyű darab - Sohasem énekeltem az apámnak - A tábornok | - MASH - Darling Lili - Diary of a Mad Housewife - Szerelmesek és más idegenek - Scrooge |
| Legjobb filmes alakítások (filmdráma) | |
| Színész | Színésznő |
| - George C. Scott – A tábornok - Melvyn Douglas – Sohasem énekeltem az apámnak - James Earl Jones – Jefferson utolsó menete - Jack Nicholson – Öt könnyű darab - Ryan O’Neal – Love Story                           | - Ali MacGraw – Love Story - Faye Dunaway – Puzzle of a Downfall Child - Glenda Jackson – Szerelmes asszonyok - Melina Mercouri – Promise at Dawn - Sarah Miles – Ryan lánya                                        |
| Legjobb filmes alakítások (vígjáték vagy zenés film) | |
| Színész | Színésznő |
| - Albert Finney – Scrooge - Richard Benjamin – Diary of a Mad Hosewife - Elliott Gould – MASH - Jack Lemmon – Vidékiek New Yorkban - Donald Sutherland – MASH                                                       | - Carrie Snodgress – Diary of a Mad Housewife - Julie Andrews – Darling Lily - Sandy Dennis – Vidékiek New Yorkban - Angela Lansbury – Something for Everyone - Barbra Streisand – A bagoly és a cicababa           |
| Legjobb mellékszereplők (filmdráma, vígjáték vagy zenés film) | |
| Színész | Színésznő |
| - John Mills – Ryan lánya - Chief Dan George – Kis nagy ember - Trevor Howard – Ryan lánya - George Kennedy – Airport - John Marley – Love Story                                                                    | - Karen Black – Öt könnyű darab - Maureen Stapleton – Airport - Tina Chen – A szigetek ura - Lee Grant – A háziúr - Sally Kellerman – MASH                                                                          |
| Egyéb | |
| Legjobb rendező | Legjobb forgatókönyv |
| - Arthur Hiller – Love Story - Robert Altman – MASH - Bob Rafelson – Öt könnyű darab - Ken Russell – Szerelmes asszonyok - Franklin J. Schaffner – A tábornok                                                       | - Erich Segal – Love Story - Carole Eastman, Bob Rafelson – Öt könnyű darab - John Cassavetes – Férjek - Ring Lardner, Jr. – MASH - Leslie Bricusse – Scrooge                                                       |
| Legjobb eredeti filmzene | Legjobb eredeti filmbetétdal |
| - Francis Lai – Love Story - Alfred Newman – Airport - Frank Cordell – Cromwell - Leslie Bricusse, Ian Fraser, Herbert W. Spencer – Scrooge - Michel Legrand – Üvöltő szelek                                        | - „Whistling Away the Dark” – Darling Lili - „Ballad of Little Fauss and Big Halsy” – A nyerő páros - „Till Love Touches Your Life” – Madron - „Pieces of Dreams” – Álomtöredékek - „Thank You Very Much” – Scrooge |
| Legjobb idegen nyelvű film (eredeti nyelvű) | Legjobb idegen nyelvű film (angol nyelvű) |
| - Futó zápor – Franciaország - Borsalino – Franciaország/Olaszország - Vallomás – Franciaország - Ore’ach B’Onah Metah – Franciaország/Izrael - Vizsgálat egy minden gyanú felett álló polgár ügyében – Olaszország | - Szerelmes Asszonyok – Egyesült Királyság - Act of the Heart – Kanada - Aru heishi no kake – Japán - Bloomfield – Egyesült Királyság/Izrael - The Virgin and the Gypsy – Egyesült Királyság                        |

## Televíziós díjak
A nyertesek félkövérrel jelölve.
| Legjobb televíziós sorozatok | Legjobb televíziós sorozatok |
| Filmdráma | Vígjáték vagy zenés film |
| --- | --- |
| - Medical Center - The Bold Ones: The Senator - Marcus Welby, M.D. - The Mod Squad - The Young Lawyers                                                                                 | - The Carol Burnett Show - The Courtship of Eddie's Father - Family Affair - The Glen Campbell Goodtime Hour - The Partridge Family                                                                        |
| Legjobb alakítás televíziós sorozatban (filmdráma) | |
| Színész | Színésznő |
| - Peter Graves – Mission: Impossible - Mike Connors – Mannix - Chad Everett – Medical Center - Burt Reynolds – Dan August - Robert Young – Marcus Welby, M.D.                          | - Peggy Lipton – The Mod Squad - Amanda Blake – Gunsmoke - Linda Cristal – The High Chaparral - Yvette Mimieux – The Most Deadly Game - Denise Nicholas – Room 222                                         |
| Legjobb alakítás televíziós sorozatban (vígjáték vagy zenés film) | |
| Színész | Színésznő |
| - Flip Wilson – The Flip Wilson Show - Herschel Bernardi – Arnie - David Frost – The David Frost Show - Merv Griffin – The Merv Griffin Show - Danny Thomas – Make Room for Granddaddy | - Mary Tyler Moore – The Mary Tyler Moore Show - Carol Burnett – The Carol Burnett Show - Shirley Jones – The Partridge Family - Juliet Mills – Nanny and the Professor - Elizabeth Montgomery – Bewitched |
| Legjobb mellékszereplő televíziós sorozatban, minisorozatban vagy tévéfilmben | |
| Mellékszereplő színész | Mellékszereplő színésznő |
| - James Brolin – Marcus Welby, M.D. - Tige Andrews – The Mod Squad - Michael Constantine – Room 222 - Henry Gibson – Rowan & Martin's Laugh-In - Zalman King – The Young Lawyers       | - Gail Fisher – Mannix - Sue Ane Langdon – Arnie - Miyoshi Umeki – The Courtship of Eddie's Father - Karen Valentine – Room 222 - Lesley Ann Warren – Mission: Impossible                                  |

## Különdíjak

### Cecil B. DeMille-életműdíj
A Cecil B. DeMille-életműdíjat Frank Sinatra vehette át.

### Miss/Mr.Golden Globe
- Anne Archer[3]

## Fordítás
Ez a szócikk részben vagy egészben  a(z)   28th Golden Globe Awards című angol Wikipédia-szócikk fordításán alapul.  Az eredeti cikk szerkesztőit annak laptörténete sorolja fel. Ez a jelzés csupán a megfogalmazás eredetét és a szerzői jogokat jelzi, nem szolgál a cikkben szereplő információk forrásmegjelöléseként.